# Skinheads Sächsische Schweiz
Die Skinheads Sächsische Schweiz (SSS) ist eine seit 2001 verbotene neonazistische Kameradschaft, die vor allem im Gebiet der sächsischen Schweiz, einem Gebiet um Pirna und Königstein südöstlich von Dresden, aktiv war.

## Publikationen
Die SSS veröffentlichte zwei Propagandazeitungen: „Froindschaft“ für ältere Sympathisanten und „Parole“ für die jüngeren.

## Gründung
Gegründet wurde die SSS 1997 von ehemaligen Mitgliedern der verbotenen Wiking-Jugend. Angaben über Mitgliederzahlen schwanken zwischen 100 und 120 Personen. Damit ist die SSS als eine der größten bis dato bekannt gewordenen rechtsextremen Kameradschaften anzusehen.
Das Potenzial der Gruppierung schätzte der Verfassungsschutz auf mehrere hundert Personen.

## Verbot
Die SSS wurde durch den sächsischen Innenminister Klaus Hardraht (CDU) im April 2001 verboten, da „sich Zweck und Tätigkeit der SSS gegen die verfassungsmäßige Ordnung richten“. Sie gehört damit zu den vom Staat verbotenen rechtsextremistischen Organisationen, wie beispielsweise auch die Wiking-Jugend, Blood and Honour oder anderen neonazistischen Gruppierungen und Parteien. Als sich ein mögliches Verbot abzeichnete, versuchte die Kameradschaft sich selbst via Ankündigung im Internet aufzulösen und so einem Verbot zuvorzukommen. Zur gleichen Zeit wurde der Nationale Widerstand Pirna (NWP) gegründet, um eine Nachfolgeorganisation ins Leben zu rufen. Beide Versuche, dem Verbot zu entgehen, scheiterten jedoch, da sowohl die SSS als auch deren Nachfolgeorganisation verboten wurden.
Im Juni 2000 hatten rund 200 Beamte des sächsischen Landeskriminalamtes die Wohnungen von Neonazis in Städten und Gemeinden südöstlich von Dresden durchsucht. Dabei waren Polizeibeamte aus der Region weder vorher informiert noch an der Aktion beteiligt, da die Verbindungen zwischen der Bevölkerung und den Neonazis damals als zu eng beschrieben wurden. Bei den Durchsuchungen wurden neben rechtsextremistischer Propaganda über zwei Kilogramm Sprengstoff sowie Granaten, Gewehre, Pistolen und scharfe Zündvorrichtungen gefunden. Im September 2000 gab es erneut Durchsuchungen, in deren Folge weitere Mitglieder der SSS angeklagt wurden, an der Bildung einer kriminellen Vereinigung mitgewirkt zu haben. Unter anderem war davon der 33-jährige Uwe Leichsenring aus Königstein betroffen, der zum damaligen Zeitpunkt als NPD-Kreisgeschäftsführer der Sächsischen Schweiz fungierte und bei den letzten Kommunalwahlen mit 11,8 Prozent ins Stadtparlament gewählt wurde. Im Laufe der Verfahren wurden noch weitere enge Kontakte der SSS mit der NPD aufgedeckt. Zum Beispiel fungierten Mitglieder der SSS regelmäßig als Saalschutz bei NPD-Veranstaltungen. Mitglieder der SSS sagten vor Gericht aus, durch die NPD auf die Gruppe aufmerksam geworden zu sein. NPD-Kader waren massiv in die Gruppe involviert.

## Die Prozesse
Im Sommer 2003 begannen die ersten Verfahren gegen Mitglieder der SSS. Auf Grund von Geständnissen wurden bei den ersten Verfahren 18 Bewährungsstrafen und die Einstufung der Neonazigruppe als kriminelle Vereinigung ausgesprochen. Die SSS wurden von zwölf Anwälten vertreten, darunter Günther Herzogenrath-Amelung, der schon den SS-Mann Erich Priebke beriet. Bei den folgenden Verfahren verweigerten die Angeklagten jegliche Eingeständnisse in der Hoffnung, wie die ersten Verurteilten mit Bewährungsstrafen davonzukommen. Die Verfahren wurden zusätzlich verkompliziert, da wie bei den meisten Neonaziprozessen in den letzten Jahren sogenannte V-Leute in die Gruppen eingeschleust worden waren. Insgesamt wurde in den drei SSS-Prozessverfahren von der Staatsanwaltschaft gegen 82 Personen ermittelt und bei allen erhobenen Anklagen – zumeist wegen Mitgliedschaft in einer kriminellen Vereinigung, Volksverhetzung, Landfriedensbruch und Körperverletzung, Nötigung sowie Benutzung verfassungsfeindlicher Symbole – nur Bewährungs- beziehungsweise Geldstrafen verhängt. Am 2. August 2006 wurde der ehemalige Anführer der verbotenen Neonazi-Organisation zu einer achtmonatigen Haftstrafe verurteilt: „Die Staatsschutzkammer des Landgerichts Dresden sah es als erwiesen an, dass der 32-Jährige entscheidend am Fortbestand der 2001 verbotenen Organisation mitgewirkt hat.“ Die Verteidigung kündigte gegen das Urteil Berufung an.

## Untergrund
Ende 2004 gab es nach einigen gewalttätigen Störversuchen bei einer Demonstration gegen rechte Gewalt in Pirna erneut Hausdurchsuchungen bei Aktivisten der 2001 verbotenen SSS, was erneut zu Verfahren gegen 25 Personen führte. Die Beschuldigung lautete unter anderem, den „Zusammenhalt der SSS aufrechterhalten und bestehende Strukturen genutzt zu haben“. Weiterhin wird diese Vereinigung vom LKA Sachsen beobachtet, womit ein erneutes Aufbauen der verfassungsfeindlichen Verbindung zu verhindern versucht wird.

### Pressemeldungen
- Heike Kleffner: Sachsens Innenminister hat die militante Nazigruppe Skinheads Sächsische Schweiz verboten, Jungle World, Nr. 16/2001, 11. April 2001
- Prozess gegen Neonazis kurz nach Eröffnung unterbrochen, Frankfurter Allgemeine Zeitung, 5. August 2002
- „Skinheads Sächsische Schweiz“ hatten offenbar Kontakt zu NPD, Frankfurter Allgemeine Zeitung, 6. August 2002
- Hendrik Lasch: Rechtsextremisten sprechen von „Schauprozess“, Neues Deutschland, 5. August 2003 (zitiert nach: haGalil.com)
- Heike Kleffner: SSS-Männer hoffen auf kurzen Prozess, taz (Berlin), 5. November 2003
- Sächsische Schweiz: Rechter Spuk im Märchenland, sueddeutsche.de, 18. Juni 2004
- Annette Ramelsberger: Rechtsextreme Parteien: „Bereit sein für den Aufstand Ost“, Süddeutsche Zeitung, 20. September 2004
- Olaf Meyer: Pirna, sächsisches Tor zur Nationalen Schweiz?, Telepolis, 28. November 2004